# Holotrichia setiventris
Holotrichia setiventris är en skalbaggsart som beskrevs av Moser 1912. Holotrichia setiventris ingår i släktet Holotrichia och familjen Melolonthidae. Inga underarter finns listade i Catalogue of Life.